# Schulhaus Biburg

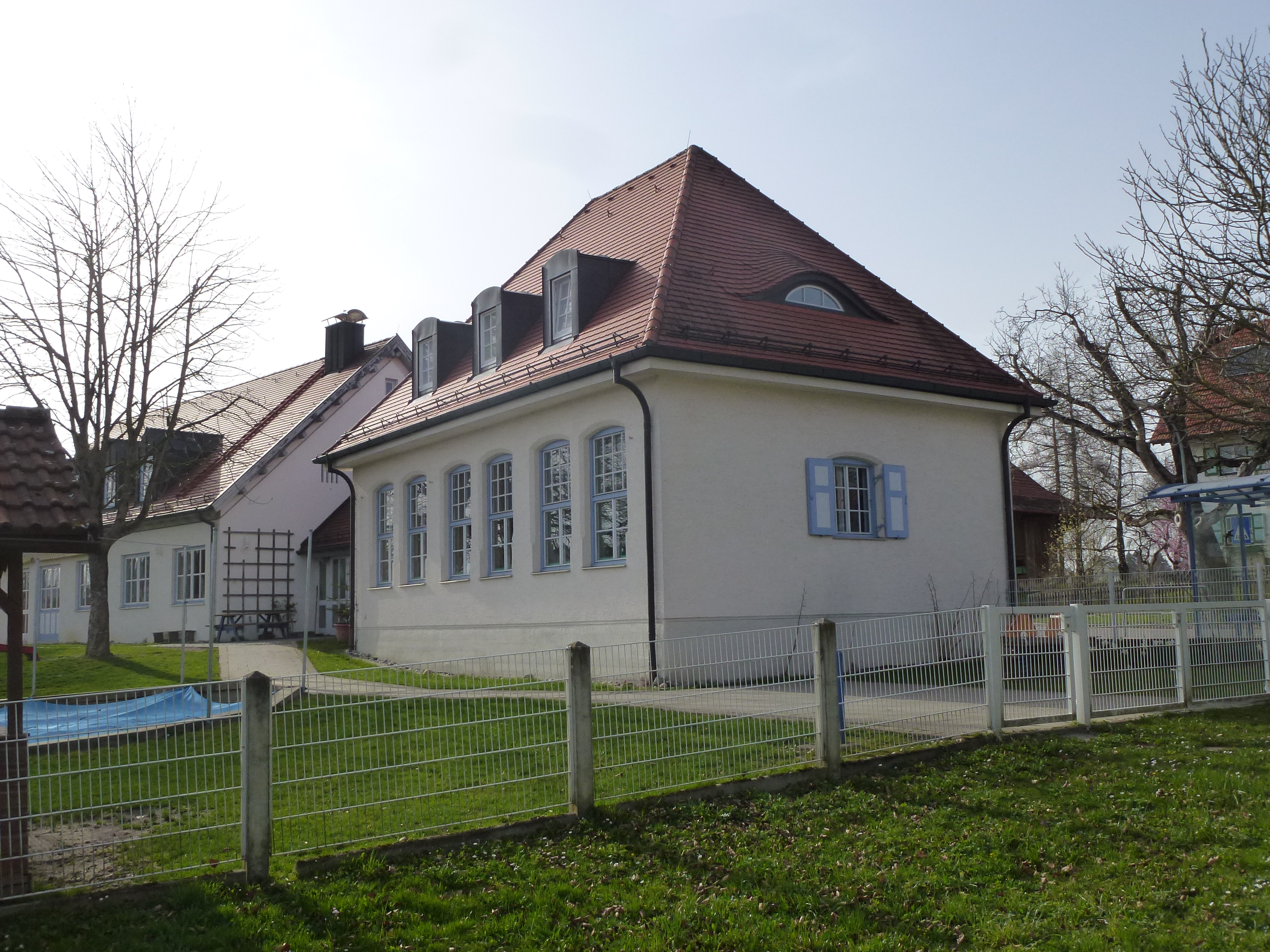
Schulhaus in Biburg

Das Schulhaus in Biburg, einem Gemeindeteil von Alling im oberbayerischen Landkreis Fürstenfeldbruck, wurde 1907 errichtet. Das ehemalige Schulgebäude an der Ammerseestraße 1 ist ein geschütztes Baudenkmal.
Der erdgeschossige Putzbau mit Walmdächern ist in einem reduziert-historisierenden Stil errichtet.